# Вайтсборо (Алабама)
Вайтсборо (англ. Whitesboro) — переписна місцевість (CDP) в США, в окрузі Етова штату Алабама. Населення — 2113 особи (2020).

## Географія
Вайтсборо розташоване за координатами 34°10′8″ пн. ш. 86°3′31″ зх. д. / 34.16889° пн. ш. 86.05861° зх. д. (34.169004, -86.058499).  За даними Бюро перепису населення США в 2010 році переписна місцевість мала площу 45,34 км², з яких 45,28 км² — суходіл та 0,06 км² — водойми.

## Демографія
Згідно з переписом 2010 року, у переписній місцевості мешкало 2138 осіб у 811 домогосподарстві у складі 627 родин. Густота населення становила 47 осіб/км².  Було 898 помешкань (20/км²).
Расовий склад населення:
| - 96,7 % — білих - 0,7 % — корінних американців - 0,7 % — чорних або афроамериканців - 0,3 % — азіатів |

До двох чи більше рас належало 0,9 %. Частка іспаномовних становила 1,1 % від усіх жителів.
За віковим діапазоном населення розподілялося таким чином: 25,2 % — особи молодші 18 років, 59,9 % — особи у віці 18—64 років, 14,9 % — особи у віці 65 років та старші. Медіана віку мешканця становила 39,5 року. На 100 осіб жіночої статі у переписній місцевості припадало 99,8 чоловіків;  на 100 жінок у віці від 18 років та старших — 98,6 чоловіків також старших 18 років.
Середній дохід на одне домашнє господарство  становив 51 602 долари США (медіана — 36 736), а середній дохід на одну сім'ю — 59 485 доларів (медіана — 54 107). Медіана доходів становила 46 222 долари для чоловіків та 29 375 доларів для жінок. За межею бідності перебувало 25,2 % осіб, у тому числі 35,8 % дітей у віці до 18 років та 24,8 % осіб у віці 65 років та старших.
Цивільне працевлаштоване населення становило 820 осіб. Основні галузі зайнятості: виробництво — 23,8 %, мистецтво, розваги та відпочинок — 14,0 %, освіта, охорона здоров'я та соціальна допомога — 13,3 %.